# شهرستان اوکونتو (ویسکانسین)
شهرستان اوکونتو، ویسکانسین (به انگلیسی: Oconto County, Wisconsin) یک سکونتگاه مسکونی در ایالات متحده آمریکا است که در ویسکانسین واقع شده‌است.

## خصوصیات
شهرستان اوکونتو ۲٬۹۷۵٫۹۱ کیلومترمربع مساحت دارد.